# Fuel (Metallica)
Fuel è un singolo del gruppo musicale statunitense Metallica, pubblicato il 22 giugno 1998 come terzo estratto dal settimo album in studio ReLoad.

## Descrizione
Composta da James Hetfield, Lars Ulrich e Kirk Hammett, parla del brivido che si prova nella guida veloce e nelle sfide automobilistiche. Si tratta di una delle canzoni preferite da Hetfield, che prima di un concerto ad Oakland disse: "Dobbiamo suonare Fuel, mi carica di brutto." (ascoltabile attraverso il documentario del 2004 Metallica: Some Kind of Monster). Un'altra interpretazione del brano, che riflette i problemi personali del gruppo e dello stile dei loro testi dopo l'album omonimo, suggerisce che le liriche trattino della dipendenza. Nella fattispecie potrebbero essere i problemi di Hetfield con l'alcol, ma anche altri più generici e comunque con un minimo denominatore comune, cioè essere considerati “carburanti” per le persone. Si pensa che Hetfield parli della sua intenzione di sostituire la sua passione per l'alcol con quella per auto e corse. Il che risulta evidente in gran parte del brano.

## Diffusione
Fuel fu usato per NASCAR sulle reti NBC e TNT, dal 2001 al 2003, e per Daytona 500 nel 2004. Nel 2001 l'urlo iniziale fu censurato, perché le parole erano associate agli attentati dell'11 settembre 2001. Una prima versione, intitolata Fuel for Fire, apparve in NASCAR Full Throttle, oltre al singolo di The Memory Remains. Un'altra versione censurata apparve nel 2004, dopo la controversa esibizione di Janet Jackson al Super Bowl.
Nel 2003 il singolo venne reinterpretato da Avril Lavigne nell'edizione di MTV Icon dedicata ai Metallica.
Uno spezzone del video di Fuel è apparso in un episodio della serie Dr. House - Medical Division, in cui House lo riproduce su un portatile per diagnosticare a una paziente dei problemi di coordinazione di movimenti.

## Tracce
CD singolo – parte 1
1. Fuel – 4:29 (James Hetfield, Lars Ulrich, Kirk Hammett)
2. Sad but True (Live) – 6:23 (James Hetfield, Lars Ulrich)
3. Nothing Else Matters (Live) – 6:08 (James Hetfield, Lars Ulrich)

CD singolo – parte 2
1. Fuel – 4:29 (James Hetfield, Lars Ulrich, Kirk Hammett)
2. Wherever I May Roam (Live) – 6:48 (James Hetfield, Lars Ulrich)
3. One (Live) – 8:06 (James Hetfield, Lars Ulrich)

CD singolo – parte 3
1. Fuel – 4:29 (James Hetfield, Lars Ulrich, Kirk Hammett)
2. Until It Sleeps (Live) – 4:25 (James Hetfield, Lars Ulrich)
3. Fuel (Live) – 4:40 (James Hetfield, Lars Ulrich, Kirk Hammett)
4. Fuel (Demo) – 4:25 (James Hetfield, Lars Ulrich, Kirk Hammett)

CD singolo (Giappone)
1. Fuel – 4:29 (James Hetfield, Lars Ulrich, Kirk Hammett)
2. Sad but True (Live) – 6:23 (James Hetfield, Lars Ulrich)
3. Until It Sleeps (Live) – 4:25 (James Hetfield, Lars Ulrich)
4. One (Live) – 8:06 (James Hetfield, Lars Ulrich)
5. Fuel (Demo) – 4:25 (James Hetfield, Lars Ulrich, Kirk Hammett)

## Formazione
Gruppo
- James Hetfield – chitarra, voce
- Lars Ulrich – batteria
- Kirk Hammett – chitarra
- Jason Newsted – basso

Altri musicisti
- Jim McGillveray – percussioni aggiuntive

Produzione
- Bob Rock – produzione
- James Hetfield – produzione
- Lars Ulrich – produzione
- Randy Staub – registrazione, missaggio
- Brian Dobbs – ingegneria del suono aggiuntiva
- Kent Matcke – assistenza tecnica
- Darren Grahn – assistenza tecnica, montaggio digitale
- Gary Winger – assistenza tecnica
- Bernardo Bigalli – assistenza tecnica
- Mike Gillies – montaggio digitale
- Paul DeCarli – montaggio digitale
- Mike Fraser – missaggio
- George Marino – mastering

## Classifiche
| Classifica (1998)             | Posizione massima |
| ----------------------------- | ----------------- |
| Australia                     | 2                 |
| Belgio (Fiandre)              | 64                |
| Finlandia                     | 5                 |
| Germania                      | 57                |
| Nuova Zelanda                 | 35                |
| Paesi Bassi                   | 53                |
| Regno Unito                   | 31                |
| Stati Uniti (mainstream rock) | 6                 |
| Svezia                        | 49                |